# ジュール・ド・ゴンクール

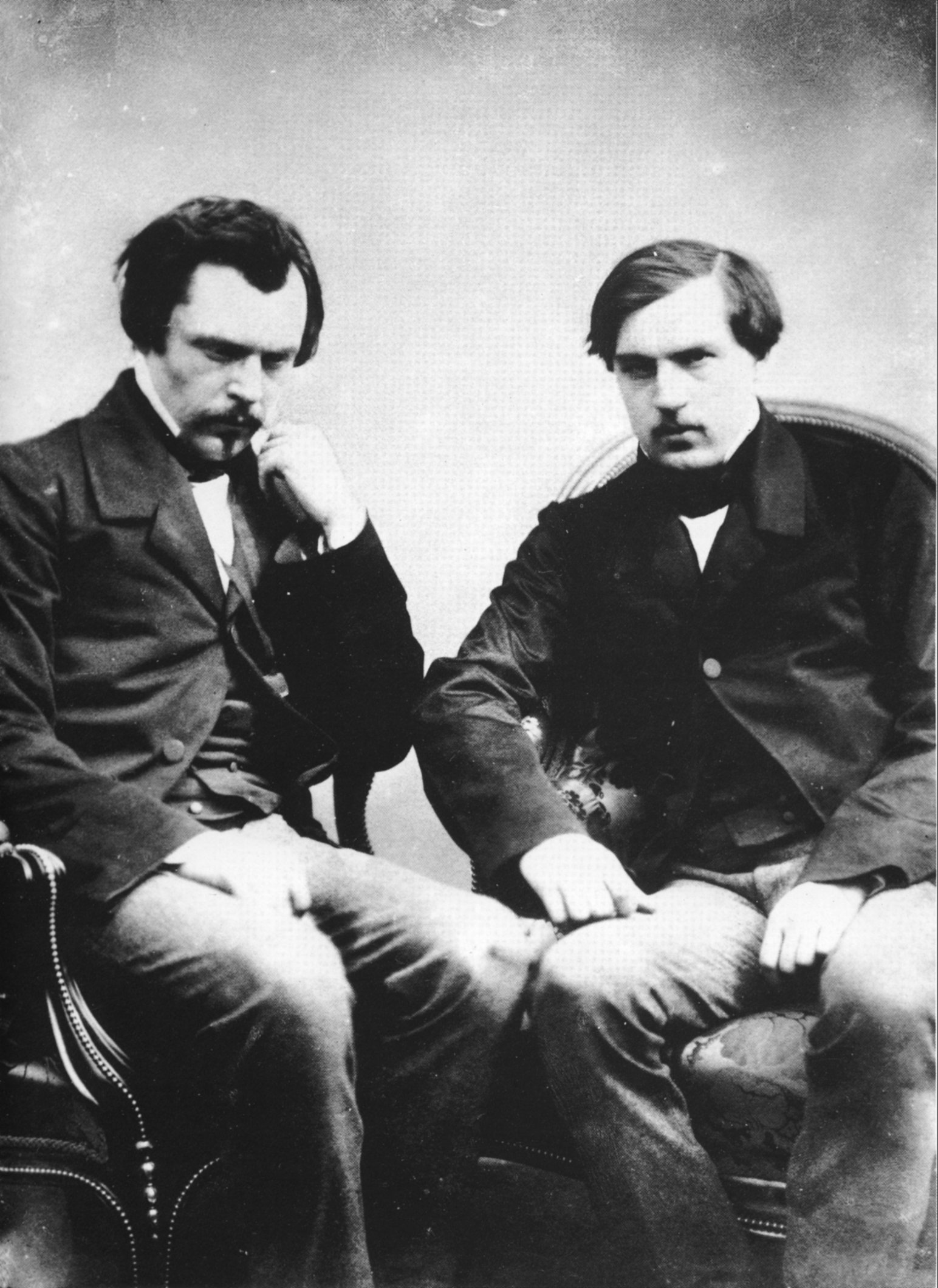
ジュール（右）、エドモン（左） ナダール撮影

ジュール・アルフレ・ユオー・ド・ゴンクール（フランス語: Jules Alfred Huot de Goncourt フランス語: [ɡɔ̃kuʁ]、1830年12月17日 パリ - 1870年6月20日 パリ）はフランスの小説家・美術評論家。

## 略歴

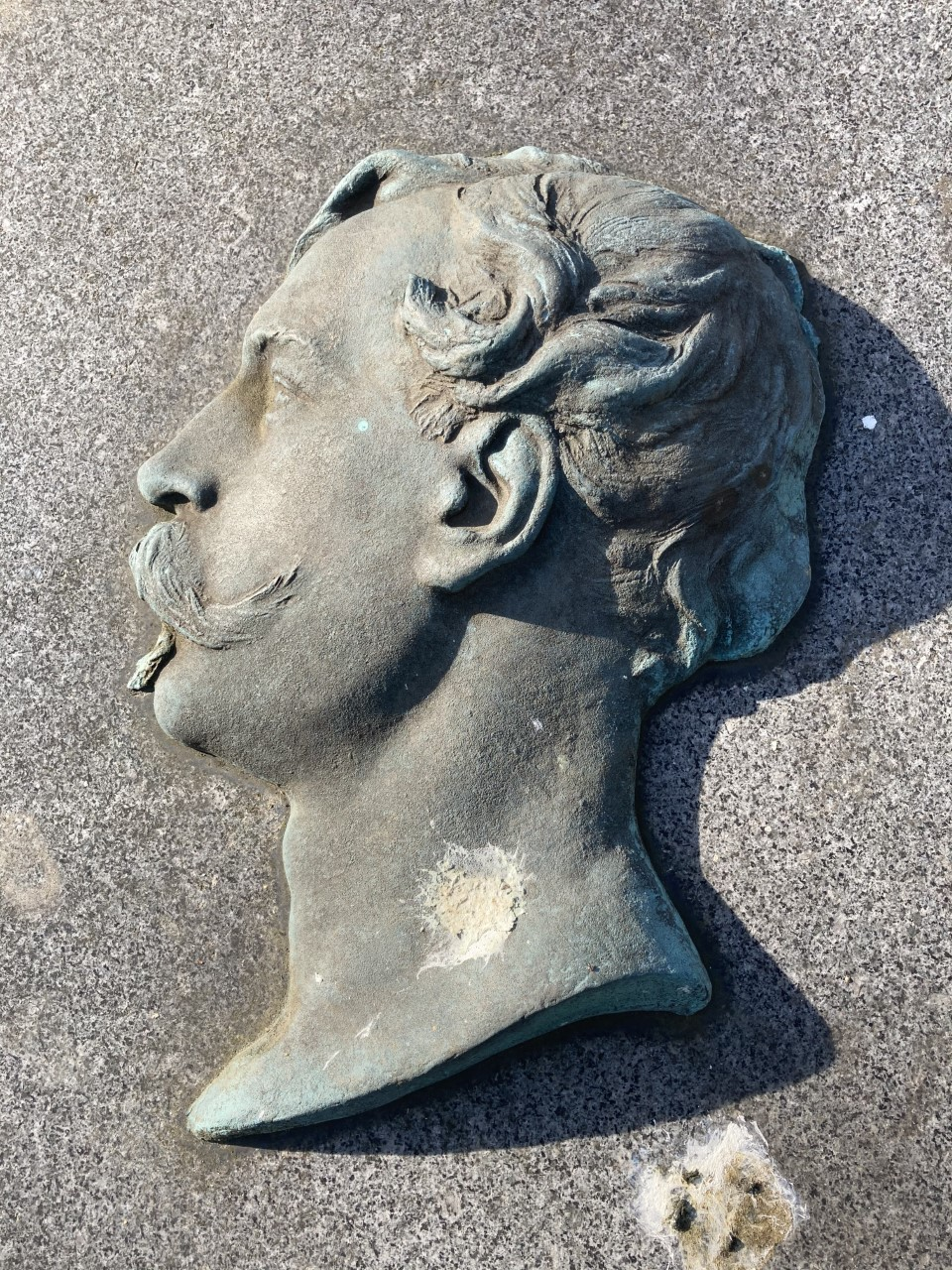
ゴンクール兄弟の墓に彫られた彫刻

1830年12月17日、パリで生まれた。祖父は弁護士で、土地を購入してフランス王ルイ16世により貴族に叙され、父はナポレオン・ボナパルト期の陸軍士官だった。兄であるエドモン・ド・ゴンクールとは常に共同執筆を行い、エドモンが口述、ジュールが筆記した後、2人で推敲して著作を完成させた。最初は18世紀フランスと日本の歴史を研究し、後に小説を書くようになった。歴史に関する著作では自筆の手紙など多くの一次資料が用いられ、小説家としては自然主義に属した。
1870年6月20日、梅毒によりパリで死去した。

## 著作
兄エドモンとの共同執筆
- 『18××年』（En 18…、1854年[2]）
- 『大革命期のフランス社会史』（1854年、歴史[2]）
- Portraits intimes du XVIIIe siècle（1857年、歴史[1]）
- 『マリ・アントアネット伝』（Histoire de Marie-Antoinette、1858年、歴史[2]）
- 『18世紀の芸術』（L’Art du XVIIIe siècle、1859年 – 1875年、歴史[4]）
- 『シャルル・ドゥマイイ』（Charles Demailly、1860年[2]）
- 『尼僧フィロメーヌ』（Sœur Philomène、1861年、小説[2]）
- 『18世紀の女性』（La Femme au XVIIIe siècle、1862年、歴史[4]）
- 『ルネ・モープラン』（Renée Mauperin、1864年、小説[3]）
- 『ジェルミニー・ラセルトゥー（英語版）』（Germinie Lacerteux、1865年、小説[5]）
- 『マネット・サロモン』（Manette Salomon、1867年、小説[3]）
- 『ジェルベゼ夫人』（Madame Gervaisais、1869年、小説[2]）
- 『日記（英語版）』（Journal、9巻、1887年 – 1896年出版[1]） - 最初はジュールとエドモンの兄弟2人で書いていたが、1870年のジュールの死以降は、兄エドモンが没時まで継続。
- 『売笑婦エリザ』（La Fille Eliza、1877年） - 途中でジュールが亡くなったため兄エドモンが完成。

## 伝記
- 斎藤一郎『ゴンクール兄弟とその時代』 水声社、2021年。ISBN 4801005969